# Copperhead Road (singolo)
Copperhead Road è un singolo del cantante Steve Earle. È stato pubblicato nel 1988 come il primo estratto dall'omonimo terzo album in studio. La canzone ha raggiunto il numero 10 nella classifica Billboard Mainstream Rock Tracks degli Stati Uniti. La canzone ha venduto 1,1 milioni di copie digitali negli Stati Uniti a partire da settembre 2017.